# Micrathyria caerulistyla
Micrathyria caerulistyla – gatunek ważki z rodziny ważkowatych (Libellulidae).